# スーパービックリマン
『スーパービックリマン』は、1992年5月17日から1993年4月4日まで、朝日放送を制作局としてテレビ朝日系列で毎週日曜8:30 - 9:00（JST）に全44話が放送された、ASATSU・東映（東映動画）制作のテレビアニメ。

## 概要
ロッテより展開されていたチョコレート菓子『ビックリマン』シリーズを原作としたテレビアニメシリーズの第3作目にして、テレビ朝日系列の日曜8時台後半（朝日放送制作枠）にて最後に放送された作品でもある。またキャストの一部も、同じ東映動画制作の『ゲッターロボ號』（1991年 - 1992年、テレビ東京系列）から引き継ぐ形で出演している。
本作品では、前出の『ビックリマン』シリーズのうち1991年より展開された、本作品と同名のシリーズ（以下、原作シール。詳細は後述）を元にしており、従前までのビックリマン世界とは趣の異なる世紀末SFファンタジーアクションの世界を舞台に、伝説の4人の戦士の超聖理力を受け継ぐ少年たちと、ザイクロイド・アノドを復活させようとする悪魔軍との戦いを描く。
作品の大きな特徴として、天使たちが戦闘に入る際に「サイバーアップ!!」と叫び機械的なプロテクターを装着する点が挙げられる。他にも五 - 六頭身で描かれたキャラクターたち、セントフォース、デビルフォース（超聖理力、超魔力）という「気」や「プロテクター」の価値観、それにヒーロー物に徹しコミカルさをなるべく排した非常にハードなストーリーなども、従来のシリーズ作品とは一線を画している。他方で、従来のシリーズの特色の一つでもあったギャグパートも、比重は小さめとはいえ本作品でもバトルシーンなどを除いた日常シーンで引き続き盛り込まれている。
本作品の完結、それに先行した原作シールの展開終了に伴い、『ビックリマン』のテレビアニメシリーズも制作局・体制を一新した『ビックリマン2000』（1999年 - 2001年、テレビ東京・NAS制作）までの間、しばしの休止期間に入ることとなる。

## あらすじ
遥か未来。天魔界に住む悪魔たちは、天使たちの住む天聖界の光ある世界を疎ましく思い天聖界へと進撃し、天使対悪魔の長い戦いが始まった。
幾度となく続いた戦いは、天使軍のヘッドたるスーパーゼウスが敗退したことにより、悪魔軍の大勝に終わる。敗れた天使たちは、お守りの住まう天地球へと逃げ延び反撃の機会を伺っていたが、一方の悪魔軍も天地球へと侵攻しなおも劣勢は続く。また、悪魔たちは伝説の巨魔界神ザイクロイド・アノドを復活させ、その力で世界を完全に支配しようと企んでいた。
疲弊しきった天使たちであったが、彼らには微かに希望が残されていた。それが、ゼウスから魯人フッドに託された少年・フェニックスであり、彼は伝説の英雄アンドロココの力を受け継ぐ戦士であった。天聖界陥落から10年を経て、成長したフェニックスはアンドロココの啓示によって自らの使命を知り、仲間たちと共にアノド復活の鍵となる石板の欠片を探す旅に出るのであった。

### 結末と後続作品との関連
本作品において、悪魔側が復活させようとしていたザイクロイド・アノドが、本作品の世界を創造した超聖神と同一人物であったことが最終回のエピローグで明かされた（おちよしひこ原作の漫画版でも、同様にアノドと超聖神が同一であるということは明かされているが、テレビシリーズとは設定が異なる）。最終回のエピローグでアノドを封印したと同時に本作品の世界すべてが壊滅してしまうという悲劇を迎えたが、アノドがメカタートルに残してくれた世界を再生させるための「光」をフェニックスたちが発動させたことにより、新世界である「聖魔和合界」が誕生する形で物語は完結する。
後年制作されたテレビシリーズ第4作目『ビックリマン2000』の舞台は、本作品の最終回から遥かな時を経た「聖魔和合界」が舞台であることが、同作品のオンライン小説『ビックリマン2000 集中豪無編』にて明かされた。それ故に、（同作品のテレビシリーズでは最後まで明かされていないものの）同作品の世界を作ったフェニックスとその仲間たち4人が超聖神と呼ばれるのに対し、アノドは初代超聖神と呼ばれている。

## 登場人物

### 伝説の四戦士
カッコ内にサイバーアップした時の名前を記述。原作（シール）は個別に表記。
フェニックス
声 - 草尾毅
本作品の主人公。天聖界の伝説の戦士・アンドロココの理力と使命を受け継ぐ10歳の天使。赤ん坊の頃に悪魔軍の襲撃に遭った天聖界から、魯人フッドに守護され天地球へと逃れた。世間知らずで精神的にも幼稚であったが、戦いの中で数々の試練や喪失を経験、これを乗り越えることで戦士として成長を遂げる。友情に厚く仲間思いな性格で、どんな苦境に陥ろうとも最後まで仲間を信じ抜く強い精神性を備える（ティキやアムルが敵となった時に顕著）。
最終回で世界が壊滅したことに絶望するが、ティキたちと共に超聖神（アノド）が残していた「光」を発動し、新世界である聖魔和合界を誕生させた。
原作シールにおいては当初は聖フェニックスであったが、メカタートルの光を浴びて大聖へ進化した。『ビックリマン2000』での名前は火の超聖神「アツィルト・フェニックス」。
サイバーアップ「大聖フェニックス（たいせいｰ）」
フェニックスがサイバーアップした姿。天使の意匠を持つ、赤く縁取られた純白のサイバーテクターを纏う。兄のように慕うフッドの死をきっかけに覚醒する。当初は自在にサイバーアップできず、感情の高ぶりが引き金となっていた。
- 武器「クロスソード」

サイバーアップをしていない時に使用する十字槍状の武器で、フェニックスの最初の武器でもある。下記のショットビーム十字剣とは同一のため、第30話で十字剣が破壊されたと同時に使えなくなった。
- 武器「ショットビーム十字剣」

薙刀状の武器で、サイバーアップした時にクロスソードが変化した武器でもある。第30話でアノド復活の祭壇に呑み込まれ、破壊されてしまう。
- 武器「クロスビーム天聖剣」

フェニックスの2代目の武器。聖樹キングダムの沈黙の森でアンドロココとメカタートルが与えた試練で、フェニックスが自身の弱い心に打ち勝って入手した。基本は双刃剣状だが、状況に合わせて握り懐剣状の「サンダーカタール」やブーメラン状の「シューティングカッター」にも変形する。
- 技「消魔鳳凰斬」

炎の不死鳥のオーラを纏って突進、敵を一刀両断にする最初の必殺技。
- 技「フェニックス聖凰斬」

クロスビーム天聖剣入手後に使用する2代目の必殺技。悪魔としてのアムルの妖狐聖魔弾を斬りはらった。
- 合体技「龍鳳斬」

ティキと連携する合体技。ショットビーム十字剣とティキの異星剣を合わせた後（またはティキがフェニックスと共に十字剣を持ち）、炎の不死鳥のオーラと水の龍のオーラの両方を放つ。
- 合体技「聖海龍鳳斬」

クロスビーム天聖剣入手後にティキと連携する合体技。前述の龍鳳斬と同じで、クロスビーム天聖剣とティキの異星剣を合わせた後、炎の不死鳥のオーラと水の龍のオーラの両方を放つ。
ビシュヌ・ティキ
声 - 柏倉つとむ（現・カシワクラツトム）
海の帝国「アクアンヌーン」の王子で、ハムラビ・シーゲルの理力と使命を受け継ぐ少年。戦士としての自覚が足りないフェニックスを快く思っておらず、アノド封印のための石板の欠片探しの時に喧嘩を起こすこともしばしば。しかし幾多の戦いの中で互いを仲間として認め合うようになる。中盤では故郷を守る使命とフェニックスたちへの友情の板挟みに苦悩することもあった。血の気の多い短気な性格だが、物事を客観的に捉えることができる冷静さも持ち合わせており一行を取り纏めることも多い。水に長く潜っていたり、水の流れを操り、水に幻影を映し出すなどの術が使える反面、砂漠などの高温・乾燥した気候が苦手。
原作シールではティキが石版の所有者である。『ビックリマン2000』での名前は水の超聖神「イエツィラーティキ」。
サイバーアップ「海天聖ビシュヌ・ティキ（かいてんせいｰ）」
ティキがサイバーアップした姿。第3話から登場。龍を思わせる青い鎧とマントを纏う。覚醒時の描写こそないが、作中における最初の伝説の戦士である。登場した時点でフェニックス以上に力をコントロールできていた。メインカラーは青。
- 武器「異星剣」

青竜刀状の武器。サイバーアップをしていない時にも使用している。
- 技「海天聖龍」

異星剣から水の龍のオーラ（または水の龍を纏って突進）を放つ。
- 技「海龍雷撃」

異星剣から衝撃波を放つ。
アスカ
声 - 浦和めぐみ
フェニックスを慕って仲間となった少年。幼少から一人で生きてきたためか生活力が豊か。最年少ながら一行の中では一番のしっかり者といえる。特に料理の腕には自信があり、有り合わせの食材から作ったとは思えない絶品の味には一行も舌を巻いたほどである。体の整った丁寧な言葉使いは好きではなく、一人称は「オイラ」。やや欲深く、お金や可愛い女の子に目がないのが弱点。悪魔軍を前にして何もできない自らの無力さを悔やみ、戦力として役立てないことに永らくジレンマを抱えていたが、テラサピエンスにおける石板奪還作戦の最中、スサノオロ士の理力を受け継ぐ戦士としてサイバーアップを果した。
原作シールでは伊邪那アスカ（いざなｰ）という名前になっている。『ビックリマン2000』での名前は地の超聖神「アッシャーアスカ」。
サイバーアップ「倭天聖イザナ・アスカ（わてんせいｰ）」
アスカがサイバーアップした姿。第26話から登場。名の通り古代日本の戦士を思わせる姿でメインカラーは緑。髪のボリュームがアップしている。
- 武器「八蛇ラッシュ」

菱形が連なった鎖型の武器。サイバーアップができるようになったと同時にサイバーアップをしていない時にも使えるようになった。
- 技「八蛇ラッシュ」

八岐大蛇のオーラとともに敵を縛りつける。
- 技「亀甲シールド」

緑色のクリスタル状のシールドで防御する。
アムル
声 - 山崎和佳奈
フェニックスと一緒に旅をする少女。第3話から登場。優しく面倒見のよい性格で、先天的に薬草学の知識と肉体の治癒を促進させる不思議な力を持つ。勇敢さや芯の強さも持ち合わせ、フェニックスたちが不甲斐なければ強く叱ることも。実は天使と悪魔の混血であるハーフデビルであり、内には超魔力と超聖理力とが混在している。テラサピエンスにおける石板奪還作戦時、アノドのデビルフォースに侵され悪魔として覚醒、フェニックスたちの敵となる（アノドの力が強まるにつれ謎の頭痛や声に悩まされるようになっていた）。悪魔時は天使時代とは別人のように好戦的で、かつての仲間すら嬉々としていたぶる非情な女性となってしまう。しかし天魔界での激戦の最中、かつての仲間たちの心に触れ天使としての心が復活。さらにマーニャと魂を融合させ、シヴァマリアの理力と使命を受け継ぐ戦士に進化した（第38話ラスト）。
原作ではマリアの子孫については当初サタンマリアが設定されていたが、各媒体によって設定が異なり、もっとも原作に近いおちの漫画版ではシルヴァ・マリア、樫本学ヴの漫画版ではサタンマリアが相当する。シールとしては先にサタンマリアが登場したが、後にAMAZOアムールが登場。『ビックリマン2000』での名前は風の超聖神「ベリアーアムル」。
サイバーアップ「月光聖アマゾ・アムル（げっこうせいｰ）」
アムルがサイバーアップした姿。第28話から登場。前述の通り悪魔として覚醒したと同時に変身可能となった。フェニックスとは対照的に悪魔をモチーフとしたサイバーテクターで、色はピンクと紫が基調。戦闘力は4人の中で最も高く、単騎では他3人全員が手も足も出ず、本気のフェニックスとティキ2人がかりでも互角以上に渡り合う。なお、天使としての心が覚醒したと同時にヒーリング能力が使えるようになったが、悪魔の時の攻撃的な性格は多少残っているようである。
- 武器「サタンソード」

悪魔としての武器で、斧のような形状の武器。
- 武器「セイントソード」

天使としての武器だが、形状は変わらない。フェニックスたちとは違い、サイバーアップをしていない時には使用していない。
- 技「魔月華」

虹色の花弁を散らせる技。
- 技「妖狐聖魔斬」

サタンソード（セイントソード）を天にかざし、紫の妖狐のオーラを放つ。
- 技「妖狐聖魔弾」

サタンソード（セイントソード）で円を描き、妖狐型のエネルギー弾を発射する。

#### 四戦士の先祖
先の戦いでアノドを封印した戦士たち。世界の各地には彼ら4戦士を祀った偶像や神殿が点在する。また、メカタートル内の天井画にも石板を所持している姿が描かれている。肉体が失われてからも超聖理力で子孫たちを守護し、アノドの封印が一時的に解かれてからはフェニックスたちの体から離れ、アノドの超魔力を抑えていた。
アンドロココ
声 - 大倉正章
天聖界の戦士で、フェニックスの祖先。戦士たちのリーダー格。第31話ではメカタートルと共に、クロスビーム天聖剣をフェニックスに与えた。

ハムラビシーゲル
声 - 平野正人
ティキの祖先にあたり、アクアンヌーンの創世者でもある。

スサノオロ士
声 - 小林通孝
アスカの祖先。

シヴァマリア
声 - 鶴ひろみ
天魔界の王女で、アムルの祖先。

### 天使軍
スーパーゼウス
声 - 石森達幸
天聖界ヘッド。詳細はスーパーゼウスを参照。

超法師
声 - 茶風林
テラサピエンスのレジスタンスのリーダー。オーロラ王神・制空キング等と共にアジト襲撃の危機を回避し、聖樹王国を建国する。聖樹王国においてはリーダー的手腕を発揮して天使たちを統率していた。
原作シールではサイバーアップした姿を見せるが、テレビシリーズでは通常の姿に留まっている。これは他のレジスタンスも同様であった。

魯人フッド
声 - 緑川光
赤ん坊のフェニックスを連れて天地球に逃れた天使。その時に手にしていた石板が分割され、各地へ散らばったのを目撃している。天地球へ降りてからはテラサピエンスのレジスタンスとして活動を続ける。一方でフェニックスの教育も担当し、フェニックスとは親子とも兄弟とも取れる親密な間柄となる。後の戦いで魔肖ネロの手からフェニックスを守るためにその身を犠牲にした。

クリスタル天子
声 - 林延年（現・神奈延年）
レジスタンスの一員。第1話でスーパーデビル（デビルゼウス）に捕えられ「クリスタル悪魔」の姿にされてしまうが、最期まで善なる心を失わず、フェニックスと再会する。その後、フェニックスに倒され息絶えた。フッドと同じく、フェニックスとは家族のような親密な関係であった。

オーロラ王神
声 - 新田三士郎（現・小林通孝）
レジスタンスの一員。フェニックスやフッドとは旧知の仲である。

制空キング
声 - 平野正人
レジスタンスの一員。

静女天
声 - 富沢美智恵
フッドやクリスタルらと共にテラサピエンスでレジスタンスとして戦ってきた天使。サイバーパピヨン拳法の使い手でアスカに短期間だが稽古をつけた。

オアシス天如
声 - 遠藤みやこ
聖樹王国に逃げ延びてきた天使。アムルと同じくヒーリング能力を持つ。

アスタラネモ
声 - 鈴置洋孝
アクアンヌーンの提督で、ティキのお目付け役。石板とティキをアクアヌーンを移送するために天地球にやってきた。最初は争いを繰り返す天使たちを蔑視していたが、次第にティキと一緒に戦う同志として認めるようになった。第39話でクイーンマジェスティとブラックナイトの攻撃からティキを守るために、盾になり死亡する。

ヘラクライスト
声 - 堀秀行
マーニャによって守護されてきた、古来の天使たちが創り上げた伝説の聖ボット。起動させるには伝説の4戦士の理力が必要。超念魔で敵時のアムルに操られていたが、マーニャの聖フォースを受けて完全に覚醒する。第35話で魔ボット・ギガダロスと共に自爆した。

マーニャ
声 - 三浦雅子
一人でヘラクライストを守ってきた少女。野性味に溢れ、わんぱくで無邪気な性格である。父のように慕ったヘラクライストが亡くなってからは、フェニックスたちの仲間となり聖樹王国に身を置いた。天魔界での激戦にも同行し、悪魔化していたアムルと言葉を交わし、天使としての覚醒を促した。その後、アムルとともにフェニックスを身を挺（てい）してかばい、彼女と融合する。

### 聖魔子
6つに砕けた石板を守護する「石板の番人」。それぞれが得意とするジャンルで勝負し、心の底から参ったと思わせなければ石版を手にすることはできない。カッコ内の名前は試練をクリアした時に姿を現すインナーキャラを示す。なお、漫画版ではどちらも聖魔士という表記になっている。
ロッキング（ジャンダルム）
声 - 橋本晃一
石板の欠片を守護する聖魔子。お守りたちの住む山村に呪いをかけ、氷山の山頂部で聖なる者の到着を人知れず待ち続けていた。光の乱反射によってクリスタルに映ったその身を分裂させ、武器「ゴールデンジャイアントウィンチ」を利用した一斉攻撃を得意とする。フェニックスの機転により、得意の必殺攻撃を封じられて敗北。なお、インナーキャラとして登場せず石版の欠片に宿ってフェニックスたちを新たな聖魔子の元へと導いた。石版の上の部分を所持する。

ドッジ王（弾・ゴルジュ）
声 - 池水通洋
ドッジボールを得意とする聖魔子。超グレートスパークボールと言う剛速球を繰り出す。ドッジボールに厳格でルールを守らない者には聞く耳を持たない。ドッジボール勝負でフェニックスからアウトを取られて敗北した。石版の右下の部分を所持する。

マハラジャ・ボアボア（アジャミアン・ライラ）
声 - 宮内幸平
砂漠の町を統治する聖魔子。莫大な財力を手にした結果、ギャンブルと罪人の処刑にしか興味を示さなくなるまでに堕落した。一目惚れしたアムルを手に入れるべく、悪魔軍と結託してフェニックスを亡き者にしようと企む。様々なイカサマや妨害工作を前にフェニックスたちも苦戦を強いられたが、最後にはアムルのハッタリで勝利を収めた。石版の左の部分を所持する。

亀卜師とん甲（フュー・チャンドラ）
声 - 槐柳二
占いを得意とする聖魔子。老いぼれた見た目で軽率に扱われることを嫌い、占いの才能を認めた悪魔軍に手を貸すことにする。フェニックスたちの動きを逐一予見し、悪魔たちに伝令することで一度は勝利を掴んだ。しかし未来を切り拓こうとするフェニックスたちの未知なる可能性が、占いで定められた運命を超越し敗北する。年の割にはわがままな性格で悪魔軍も扱いには手を焼いた。石版の右の部分を所持する。

哲仁トンガラテス（ダイソップ・ペロ）
声 - 沢りつお
謎かけ、知力戦を得意とする頭脳派の聖魔子。アムル救出へ向かうフェニックスたちに同行し、物事の考え方を説いた。事件が解決してから気紛れに謎かけを出し、それが解かれてあっさりと敗北を認めた。聖魔子の中では一番協力的だった。石版の左下の部分を所持する。

石妃デイナス（リザ・ドラゴン）
声 - 三田ゆう子
砂漠に眠る聖魔子。善（赤）と悪（青）に分かれる二重人格で、より強い力を持つ悪人格が主導権を握る。協和とは無縁の疑り深い性格。ティキの天地球での記憶を奪い、仲間割れを引き起こしたが、フェニックスたちの間に固く結ばれた友情を前に敗北を認めた。石版の真ん中の部分を所持する。

### 超聖神と関係者
超聖神
世界（本作品の世界）・メカタートル・石板を創造した神。第42話で名前が確認されたが、実はアノドと同一の存在であることが最終回のエピローグで明かされる。

甲機メカタートル
声 - 島本須美(第2話）→川島千代子（第31話、第32話）→篠原恵美（第42話・第43話・第44話（最終回））
フェニックスに石版と戦士の使命を教え、一行を導く乗り物。沈黙の試練に打ち克ったフェニックスにクロスビーム天聖剣を与える。実は源層暦（遥か昔）に超聖神（アノド）の良心が生み出した巨星体で、最終回のエピローグまでアノドが超聖神であることをフェニックスたちには秘密にしていた。後の『ビックリマン2000』の世界においても超聖神となったフェニックスたちの船として存在している。

### 悪魔軍
スーパーデビル（デビルゼウス）
声 - 郷里大輔
天魔界の悪魔スーパーヘッド。詳細はスーパーデビルを参照。

魔皇サラジン
声 - 丸尾知子（現・chiko）
バイオミュータントとして生を受けた悪魔軍幹部の一人。リトルミノスのプロトタイプでもあり、リトルミノスには「試作品」または「僕のプロトタイプ」と呼ばれている。マスクで顔を隠しているが、その素顔は天地球の美女たちがうっとりするほどの美形である。フェニックス討伐のために立案した作戦は何れも詰めが甘く失敗が続き、ついにはデビルや他の悪魔たちに見捨てられてしまう。感情を抑制することに長けた冷静沈着な性格であったが、この時ばかりは激しく動揺し自分の存在価値を見失うようになる。後にリトルミノスの反乱を察知し、いち早く天魔界へと到着。リトルミノスからデビルによって作り出された借物の命である自身の末路を見せられ、同志となるよう勧誘されるが、デビルへの忠誠心を覆さずリトルミノスに倒された。必殺技は紫色のエネルギー斬撃「魔皇紫電剣」。
魔漠から誕生したと言う原作シールでの設定を反映してか、兜を取るとターバン姿を見せる。

ダークヘラ
声 - 阿部道子
悪魔軍幹部の一人。嫉妬深い性格で手柄を立てることに異常な執着を燃やす。アムルが悪魔軍に迎えられてからは、新参者に手柄を立てられたことで嫉妬心が露となりよりヒステリックになっている。炎を放出する必殺技「ヘルファイヤー」を使う。リトルミノスには「ヒステリックの中年なおばさん」と呼ばれている。天魔界での戦いでティキに敗れ去った。

魔スターP
声 - 大森章督（ナレーションも兼任）
悪魔軍幹部の一人。頭が大きく、全身が機械のような構造をしている。声も機械音のように甲高く、語尾に「ピー」とつけるのが特徴である。物事を深く考えようとはせず、力押しの戦法で片付けようとする単純な性格の持ち主。口から広範囲に及ぶ必殺技「爆裂滅殺砲」を放つ。リトルミノスには「鉄クズ」や「ガラクタ」呼ばわりされている。負けると必ずバラバラになるが、天魔界での戦いでフェニックスに完全に破壊された。

魔肖ネロ
声 - 川津泰彦
悪魔軍幹部の一人で、悪魔カプセルにより天聖界へやって来た。魔スターPと同じく、声は機械音のように喋る。語尾に「ネロ」とつけるのが特徴。魔性般若パワーを操り、口から圧縮したビーム砲を放出してフッドを打ち破るが、怒りに燃えて覚醒したフェニックスの前に返り打ちにあって倒された。頭部は悪魔軍に回収され、残っていた映像からスーパーデビル（デビルゼウス）と悪魔軍幹部にフェニックスの存在を教えた。
第1話のみ登場した悪魔で、フェニックスが最初に戦った悪魔でもある。

### リトルミノス一派
鬼壮士リトルミノス
声 - 西原久美子
デビルゼウス（スーパーデビル）によって誕生した究極のバイオミュータント。その力は凄まじく、フェニックスたちや四幹部でも単独では全く歯が立たないほどである。高純度のバイオ溶液を浴びて育ち、悪魔の英才教育を受けて成長した。デビルからは大変甘やかされており、多少の我が侭や命令違反は許されている。非常に狡猾で残虐な性格、それに幼稚さも加わった加虐心や排他的思想は超魔力と共に膨れ上がり次第に悪魔軍も手に負えなくなっていった。いつしかフェニックスとデビルの共倒れを企てるようになり、時には窮地に陥ったフェニックスたちを救ったこともある。第37話でデビルを裏切り、第41話でアノドの力を独占することに成功したと同時に肉体が成長強化。しかし、自身もデビルと同じくアノドに利用されただけで、第43話でアノドに自身の体を乗っ取られたと同時に「アノド・ミノス」の姿へとなり果てていった。

クイーンマジェスティ
声 - 金丸日向子（現・芳野日向子）
リトルミノスの牙から生まれたバイオ悪魔の一人で、ミノスの分身。攻撃に特化した性能を誇り、フェニックスたち4人を苦しめ、そしてアスタラネモを死に追いやった。ブラックナイトと共にスーパーデビルを挟み撃ちにして始末しようとしたものの逆に利用され、ブラックナイトの盾で胸を貫かれて消滅した。

ブラックナイト
声 - 林延年（現・神奈延年）
リトルミノスの牙から生まれたバイオ悪魔の一人で、ミノスの分身。防御に優れ、手にした盾でどんな攻撃も弾き返し、フェニックスたちを苦しめた。クイーンマジェスティと共にスーパーデビルを挟み撃ちにして始末しようとしたものの逆に利用され、自身の盾がクイーンマジェスティの胸を貫いた直後にクイーンマジェスティの剣で体を貫かれて消滅した。

### 巨魔界神と協力者たち
巨魔界神ザイクロイド・アノド
声 - 佐藤浩之
世界を滅ぼそうとする邪悪な破壊神。先の戦いでアンドロココたち四戦士によって一度は封印された。しかし、完全に封印するためには6人の伝説の戦士の理力と2枚の石板が必要であり、時をかけて復活の兆しを見せている。圧倒的な超魔力を持ち、封印が解かれるにつれて悪魔たち（アムルのように悪魔の血を引く者も）にも影響を及ぼすようになった。
前述の通り、その正体は超聖神と同一人物であることが最終回のエピローグで明かされ、本作品の世界がすべて壊滅状態になる原因となった。アノドの中には破壊の衝動と自制の意思とが犇めきあっており、自らを封印させるための導き手としてメカタートルを作った。さらに自身の封印後、新世界である聖魔和合界を誕生させるための力もメカタートルに残していた。
アノド・ミノス
リトルミノスの体を乗っ取ったアノドがスーパーデビルが放った超魔力を吸収し、スライム状のモンスターへと変化した最終形態。

魔導モーゼット
声 - 佐藤正治
アノド復活を望む邪悪な遺志。超聖神に疎外されたことを恨み、悪魔たちと結託してアノド復活を目論む。アノドが復活した後、それを喜びながら消滅した。
ビックリマンのシール29弾に登場した際、ハムラビの従者であったことが明かされている。

## 専門用語
天聖界
天使たちの住まう世界。超聖神により光の中に作られた。悪魔軍の猛攻に遭ってから、壊滅的な打撃を受けてしまい、生き残った天使たちは天地球へと逃げ延びた。天使たちはレジスタンスなどの地下組織を密かに結成して反撃の機会を伺っているが、依然として劣勢は続いている。物語終盤でリトルミノスの手により、天地球に激突させるべく動き出した。結果的にアノド封印後は天地球と激突されて崩壊してしまうが、破片は後に聖魔和合界を誕生させる一部となる。

天魔界
悪魔たちの住まう世界。ヘッドであるスーパーデビルが奮起したことで天使対悪魔の図式がうまれる。悪魔たちは非常に好戦的で、敵対する天使を憎み、非力なお守りたちを見下している。悪魔軍の構成員の多くは、武勲を立てることで出世することを望んでおり、労働力となるお守りや天使たちの捕獲や、悪魔軍の敵対者を討伐することを目的に各地を暴れまわっている。終盤でリトルミノスが放ったエネルギー球で崩壊してしまうが、天魔界にいた悪魔たちはスーパーデビルやフェニックスたちによってクレインバスターやデビルタワーで脱出している。破片は後に聖魔和合界を誕生させる一部となる。

天地球
お守りの住まう惑星。天使が逃げ延びたことで悪魔との激戦の舞台となるが、お守りたちの多くは事態を快く思っておらず、日常的に暴力を振るう悪魔は勿論、時には天使にさえ憎悪を向けることがある。帝都であるテラサピエンスは悪魔たちによりバイオ化しており不気味な外観をしている。本来は美しい自然あふれる星だったが、アノドの超魔力が強まるにつれ荒れ果てていく。アノド封印後は天聖界に激突されて崩壊してしまうが、破片は後に聖魔和合界を誕生させる一部となる。

アクアンヌーン
ハムラビたちが作った水の星。天使対悪魔の戦いには干渉せず、アノドの封印にのみ力を注いでいた。後に王子であるティキが天使との間に友好関係を結び、協力することになる。アノド封印後は既に崩壊した状態となり、故郷を失ったティキはショックを受ける。破片は後に聖魔和合界を誕生させる一部となる。原作シールや漫画では単に「海の帝国」としか呼ばれていない。

聖魔和合界
崩壊した本作品の世界に代わる新世界で、フェニックスたち4人の祈りで崩壊した本作品の世界すべての破片が集まって誕生した。
前述の通り、誕生から遥かな時を経たこの聖魔和合界が、『ビックリマン2000』の主な舞台となる。

龍の船
アクアンヌーンの宇宙船。

神樹界
天地球各地から逃げ延びてきた天使やお守りがたどり着いた土地。レジスタンスの手で移動要塞「聖樹王国（せいじゅキングダム）」が建造された。土地自体が強力な超理力で守られており、悪魔たちは簡単に出入りできない。

石版
アノドの封印と解放をするために必要な石版。2枚存在し、片方は10年前にフッドが天聖界から持ち出した際に6つに砕け散り、天使と悪魔の混血児たちと同化して聖魔子となった。もう片方はモーゼットからデビルゼウスへと手渡されている。石版には古代文字で「それぞれのフォースを解放しろ」と記されている。

超聖理力（セントフォース）
天使たちが操る力の根源。旧作における理力と同義語である。超聖理力が高まるとサイバーテクターという鎧の結晶体となり、これを纏うことを「サイバーアップ」と呼ぶ。天使個人だけでなく神樹界のように土地自体が超聖理力に守られている場合もある。ハムラビいわく、世界のいたるところに存在しているらしい。

超魔力（デビルフォース）
悪魔たちが纏う力の根源。悪魔たちはアノドの超魔力を受けることでパワーアップすることが判明している。逆に超魔力が強すぎる場所では超聖理力を扱うものは十分に力を発揮できない。

バイオ悪魔
バイオグラマシンにより、天使と悪魔を融合させた新しい種類の悪魔。天使の体をベースにして、その能力や記憶までも共有することになる。

バイオミュータント
悪魔軍の科学技術を結集し、ゼロから人工生産した悪魔。

魔凰クレインバスター
悪魔軍の宇宙船。

脱甲ヘリレオン
悪魔軍の主力戦闘ヘリ。悪魔兵士が操縦する一般機の他、上級悪魔が搭乗する赤い機体の隊長機や幹部専用の大型ヘリレオンが存在する。

## スタッフ
作画スタッフは以前のシリーズから参加している人材が揃い、そこに新鋭の脚本家が加わった形となっている。プロデューサーは大らかな性格で、スタッフのやりたいように自由に仕事をさせていたという。影を多用した実験的な作画方法や、作品の枠に留まらない壮大な展開などにその影響が見られる。
- プロデューサー - 平尾和也（ABC）、亀山泰夫（ASATSU）、籏野義文、関弘美（東映動画）
- シリーズ構成 - 松井亜弥
- 連載 - 月刊コロコロコミック、てれびくん、小学三年生
- 音楽 - 有澤孝紀
- 製作担当 - 藤本芳弘
- 美術デザイン - 浦田又治
- キャラクターデザイン - 青山充
- シリーズディレクター - 貝澤幸男
- 編集 - 片桐公一
- 記録 - 小川真美子
- 録音 - 川崎公敬
- 音響効果 - 石野貴久（E&M)
- 選曲 - 茅原万起子（スワラプロダクション）
- 現像 - 東映化学
- アニメーション制作 - 東映動画
- 制作 - 朝日放送、ASATSU、東映

## 主題歌
オープニングテーマ「スーパーフェニックス〜光の世界へ〜」
作詞 - 松井亜弥 / 作曲 - 清岡千穂 / 編曲 - 藤原いくろう / 歌 - 草尾毅
第44話（最終回）では挿入歌としても使用されている。
オープニング前のアバンタイトルでは、毎回物語開始までの経緯がナレーション付きの映像で語られていたが、後期ではその言い回しの一部がクライマックスを思わせるものに変更された。
エンディングテーマ「時の船」
作詞 - 只野菜摘 / 作曲 - 清岡千穂 / 編曲 - 藤原いくろう / 歌 - 草尾毅
レコードサイズでは1番と2番の間奏でフェニックスの台詞が入っている。
レコード : 日本コロムビア 規格品番：CODC-30

## 挿入歌
「LITTLE SOLDIER」（アスカがサイバーアップする時、第27話ではボーカル）
作詞 - 窪内裕 / 作曲、編曲 - 有澤孝紀 / 歌 - アスカ（浦和めぐみ）
「既視感」（第29話）
作詞 - 松井亜弥 / 作曲 - 清岡千穂 / 編曲 - 藤原いくろう / 歌 - フェニックス（草尾毅）、アムル（山崎和佳奈）
これまでのエピソードにあったアムルのシーンのダイジェスト映像が流れた。

## 各話リスト
| 話数   | 放送日         | サブタイトル       | 脚本     | 演出     | 作画監督 | 美術監督          | 登場悪魔・聖魔子                                                                         |
| ------ | -------------- | ------------------ | -------- | -------- | -------- | ----------------- | ---------------------------------------------------------------------------------------- |
| 第1話  | 1992年 5月17日 | 天地球を守れ!      | 松井亜弥 | 貝澤幸男 | 青山充   | 吉池隆司          | 高周波鬼 トン魔戒 ミイラ魔僧 魔肖ネロ                                                    |
| 第2話  | 5月24日        | 謎の飛行物体!      | 松井亜弥 | 角銅博之 | 河野宏之 | 藤田勉            | 狼男魔 妖怪スネーク魔人                                                                  |
| 第3話  | 5月31日        | 敵か?味方か!       | 松井亜弥 | 矢部秋則 | 内山正幸 | 浦田又治          | 魔スターP                                                                                |
| 第4話  | 6月7日         | 明日への旅立ち!    | 松井亜弥 | 志水淳児 | 牛来隆行 | 藤田勉            | 地獄耳像 超黒狼                                                                          |
| 第5話  | 6月14日        | リトルミノス!      | 松井亜弥 | 山田徹   | 小山善孝 | 吉池隆司          | 鬼壮士リトルミノス 地獄耳像                                                              |
| 第6話  | 6月21日        | 呪いの山の秘密     | 窪内裕   | 岡佳広   | 谷口守泰 | 藤田勉            | デビル・ハーケン                                                                         |
| 第7話  | 6月28日        | 聖魔子ロッキング   | 窪内裕   | 設楽博   | 河野宏之 | 塩崎広光          | 火炎魔動 ロッキング                                                                      |
| 第8話  | 7月5日         | 挑戦!ドッジボール  | 菅良幸   | 貝澤幸男 | 青山充   | 藤田勉            | ドッジキング 覇パンク                                                                    |
| 第9話  | 7月12日        | 魔球を受けとめろ   | 菅良幸   | 矢部秋則 | 渡辺明夫 | 吉池隆司          | ドッジキング 覇パンク                                                                    |
| 第10話 | 7月19日        | 哀しきバイオ悪魔   | 松井亜弥 | 志水淳児 | 内山正幸 | 藤田勉            | クリスタル悪魔 魔グ魔                                                                    |
| 第11話 | 7月26日        | 悪の聖魔子?登場    | 窪内裕   | 山田徹   | 牛来隆行 | 塩崎広光          | ボアボア 蜃鬼ＲＯ                                                                        |
| 第12話 | 8月2日         | ボアボアの地下迷宮 | 窪内裕   | 角銅博之 | 馬越嘉彦 | 藤田勉            | ボアボア 悪罠鬼 魔暗小路                                                                 |
| 第13話 | 8月16日        | 危険なギャンブル   | 窪内裕   | 岡佳広   | 谷口守泰 | 藤田勉 ゆきゆきえ | ダークヘラ ボアボア スカバット お邪魔王                                                  |
| 第14話 | 8月23日        | 占い聖魔子とん甲   | 菅良幸   | 岩井隆央 | 青山充   | 浦田又治          | トン魔戒 魔ク魔人 亀卜師とん甲                                                           |
| 第15話 | 8月30日        | 激闘!占いバトル    | 菅良幸   | 貝澤幸男 | 河野宏之 | 藤田勉            | トン魔戒 魔ク魔人 亀卜師とん甲                                                           |
| 第16話 | 9月6日         | 運命をきり開け!    | 菅良幸   | 矢部秋則 | 内山正幸 | 吉池隆司          | トン魔戒 魔ク魔人 亀卜師とん甲                                                           |
| 第17話 | 9月13日        | とんだオリンピック | 松井亜弥 | 志水淳児 | 渡辺明夫 | 藤田勉            | 赤青魔鬼2 ミイラ魔僧                                                                     |
| 第18話 | 9月20日        | 悪魔のコンテスト   | 松井亜弥 | 山田徹   | 牛来隆行 | 塩崎広光          | スネーク魔Q陰                                                                            |
| 第19話 | 9月27日        | いけにえの美女     | 松井亜弥 | 岡佳広   | 青山充   | 藤田勉            | 魔皇サラジン もの魔ね                                                                    |
| 第20話 | 10月4日        | ティキの秘密!      | 松井亜弥 | 設楽博   | 谷口守泰 | 吉池隆司          | 石姫ディナス フォーカス眼鬼 魔乱PU                                                       |
| 第21話 | 10月11日       | 海の帝国の王子     | 松井亜弥 | 貝澤幸男 | 玉川達文 | 藤田勉            | 石姫ディナス フォーカス眼鬼 デスザート                                                   |
| 第22話 | 10月18日       | 荒野の果ての友情   | 松井亜弥 | 矢部秋則 | 河野宏之 | 塩崎広光          | 石姫ディナス サボ10鬼 逃水鬼 やめ妖怪                                                    |
| 第23話 | 10月25日       | アノド復活の序曲   | 窪内裕   | 志水淳児 | 内山正幸 | 藤田勉            | 地獄耳像                                                                                 |
| 第24話 | 11月8日        | 恐怖のリトルミノス | 窪内裕   | 山田徹   | 渡辺明夫 | 吉池隆司          | 鬼壮士リトルミノス                                                                       |
| 第25話 | 11月15日       | 二枚の石板の秘密   | 菅良幸   | 岡佳広   | 牛来隆行 | 藤田勉            | ミイラ魔憎 フォーカス眼鬼                                                                |
| 第26話 | 11月22日       | 第三の戦士!        | 菅良幸   | 貝澤幸男 | 横山健次 | 塩崎広光          | 魔皇サラジン ダークヘラ                                                                  |
| 第27話 | 11月29日       | パワー全開!アスカ  | 隅沢克之 | 梅澤淳稔 | 青山充   | 藤田勉            | 守護族ザルドス                                                                           |
| 第28話 | 12月6日        | 月光聖アマゾアムル | 松井亜弥 | 矢部秋則 | 内山正幸 | 吉池隆司          | 魔皇サラジン ダークヘラ 魔スターP 月光聖アマゾ・アムル（悪）                             |
| 第29話 | 12月13日       | 衝撃!悪魔のアムル  | 松井亜弥 | 志水淳児 | 河野宏之 | 藤田勉            | 魔皇サラジン ダークヘラ 魔スターP 月光聖アマゾ・アムル（悪）                             |
| 第30話 | 12月20日       | アノド復活!?       | 菅良幸   | 山田徹   | 馬越嘉彦 | ゆきゆきえ        | 月光聖アマゾ・アムル（悪） 巨魔界神ザイクロイド・アノド                                  |
| 第31話 | 12月27日       | 神樹界の戦士たち   | 松井亜弥 | 貝澤幸男 | 谷口守泰 | 藤田勉            |                                                                                          |
| 第32話 | 1993年 1月10日 | クロスビーム天聖剣 | 菅良幸   | 岩井隆央 | 横山健次 | 吉池隆司          | 繁盛屋ベニソス 魔ボット・ギガダロス                                                      |
| 第33話 | 1月17日        | マーニャと聖ボット | 窪内裕   | 岡佳広   | 渡辺明夫 | 藤田勉            | 月光聖アマゾ・アムル（悪）                                                               |
| 第34話 | 1月24日        | 目ざめよ!聖ボット  | 窪内裕   | 設楽博   | 牛来隆行 | 塩崎広光          | 月光聖アマゾ・アムル（悪）                                                               |
| 第35話 | 1月31日        | 死闘へラクライスト | 隅沢克之 | 角銅博之 | 青山充   | 藤田勉            | 魔皇サラジン 魔ボット・ギガダロス                                                        |
| 第36話 | 2月7日         | サラジンの挑戦!    | 松井亜弥 | 梅澤淳稔 | 内山正幸 | 吉池隆司          | 魔皇サラジン ダークヘラ 魔スターP                                                        |
| 第37話 | 2月14日        | 魔皇サラジンの最期 | 松井亜弥 | 矢部秋則 | 河野宏之 | 藤田勉            | 魔皇サラジン 鬼壮士リトルミノス                                                          |
| 第38話 | 2月21日        | 伝説の愛の戦士     | 松井亜弥 | 志水淳児 | 横山健次 | 塩崎広光          | 鬼壮士リトルミノス 月光聖アマゾ・アムル（悪）                                            |
| 第39話 | 2月28日        | リトルミノスの逆襲 | 菅良幸   | 山田徹   | 内山正幸 | 藤田勉            | 鬼壮士リトルミノス クィーンマジェスティ ブラックナイト                                   |
| 第40話 | 3月7日         | わたしを斬れ!      | 菅良幸   | 岡佳広   | 馬越嘉彦 | 塩崎広光          | デビルゼウス ダークヘラ 魔スターP 鬼壮士リトルミノス クィーンマジェスティ ブラックナイト |
| 第41話 | 3月14日        | 6人目の伝説の戦士  | 松井亜弥 | 岩井隆央 | 牛来隆行 | 藤田勉            | 鬼壮士リトルミノス クィーンマジェスティ ブラックナイト 巨魔界神ザイクロイド・アノド      |
| 第42話 | 3月21日        | 天魔界の最後!      | 松井亜弥 | 角銅博之 | 横山健次 | 塩崎広光          | 鬼壮士リトルミノス 巨魔界神ザイクロイド・アノド                                          |
| 第43話 | 3月28日        | アノド!最終決戦    | 松井亜弥 | 矢部秋則 | 河野宏之 | 藤田勉            | 鬼壮士リトルミノス 巨魔界神ザイクロイド・アノド（アノド・ミノス）                        |
| 第44話 | 4月4日         | 光あれ!            | 松井亜弥 | 志水淳児 | 内山正幸 | 塩崎広光          | 巨魔界神ザイクロイド・アノド（アノド・ミノス）                                           |

## 放送局
放送系列は放送当時、放送日時は個別に出典が掲示されてあるものを除き、1993年2月中旬 - 3月上旬時点のものとする。
| 放送対象地域   | 放送局             | 放送日時           | 放送系列                                     | 備考 |
| -------------- | ------------------ | ------------------ | -------------------------------------------- | --- |
| 近畿広域圏     | 朝日放送           | 日曜 8:30 - 9:00   | テレビ朝日系列                               | 制作局、現・朝日放送テレビ。 |
| 北海道         | 北海道テレビ       | 日曜 8:30 - 9:00   | テレビ朝日系列                               | |
| 青森県         | 青森朝日放送       | 日曜 8:30 - 9:00   | テレビ朝日系列                               | |
| 秋田県         | 秋田朝日放送       | 日曜 8:30 - 9:00   | テレビ朝日系列                               | 1992年10月開局のため、第20話から放送。 |
| 山形県         | 山形テレビ         | 日曜 8:30 - 9:00   | テレビ朝日系列                               | 1993年3月まではフジテレビ系列。 本放送時は最終話のみ放送（番組表には[終]マークはなし）。 未放送分は後に月曜16:30 - 17:00に改めて全話放送された。 |
| 宮城県         | 東日本放送         | 日曜 8:30 - 9:00   | テレビ朝日系列                               | |
| 福島県         | 福島放送           | 日曜 8:30 - 9:00   | テレビ朝日系列                               | |
| 関東広域圏     | テレビ朝日         | 日曜 8:30 - 9:00   | テレビ朝日系列                               | |
| 新潟県         | 新潟テレビ21       | 日曜 8:30 - 9:00   | テレビ朝日系列                               | |
| 長野県         | 長野朝日放送       | 日曜 8:30 - 9:00   | テレビ朝日系列                               | |
| 石川県         | 北陸朝日放送       | 日曜 8:30 - 9:00   | テレビ朝日系列                               | |
| 静岡県         | 静岡けんみんテレビ | 日曜 8:30 - 9:00   | テレビ朝日系列                               | 現・静岡朝日テレビ。 |
| 中京広域圏     | 名古屋テレビ       | 日曜 8:30 - 9:00   | テレビ朝日系列                               | |
| 広島県         | 広島ホームテレビ   | 日曜 8:30 - 9:00   | テレビ朝日系列                               | |
| 香川県・岡山県 | 瀬戸内海放送       | 日曜 8:30 - 9:00   | テレビ朝日系列                               | |
| 福岡県         | 九州朝日放送       | 日曜 8:30 - 9:00   | テレビ朝日系列                               | |
| 長崎県         | 長崎文化放送       | 日曜 8:30 - 9:00   | テレビ朝日系列                               | |
| 熊本県         | 熊本朝日放送       | 日曜 8:30 - 9:00   | テレビ朝日系列                               | |
| 鹿児島県       | 鹿児島放送         | 日曜 8:30 - 9:00   | テレビ朝日系列                               | |
| 岩手県         | テレビ岩手         | 土曜 5:40 - 6:10   | 日本テレビ系列                               | 1993年2月27日から土曜 5:40 - 6:10にて放送 |
| 山梨県         | テレビ山梨         | 日曜 6:00 - 6:30   | TBS系列                                      | 本放送終了後、1994年頃に放送。 |
| 富山県         | 北日本放送         | 月曜 17:00 - 17:30 | 日本テレビ系列                               | 放送期間：1992年9月21日 - 1993年8月30日 最終放送日のみ月曜 17:00 - 18:00直前にて放送。                                                           |
| 島根県・鳥取県 | 山陰放送           | 木曜 17:30 - 18:00 | TBS系列                                      | |
| 山口県         | 山口放送           | 日曜 9:30 - 10:00  | 日本テレビ系列 テレビ朝日系列                | |
| 愛媛県         | 南海放送           | 月曜 16:55 - 17:25 | 日本テレビ系列                               | |
| 宮崎県         | テレビ宮崎         | 金曜 16:30 - 17:00 | フジテレビ系列 日本テレビ系列 テレビ朝日系列 | |
| 沖縄県         | 琉球放送           | 水曜 16:00 - 16:30 | TBS系列                                      | |

## 関連商品

### DVD
- 『スーパービックリマン コンプリートDVD 新世界創造の章』（2006年8月4日発売）
  - 全話収録DVD-BOXで、発売元は東映ビデオ。懸賞ビデオの映像や、作画資料とスタッフインタビューなどを記録した冊子資料を特典として付属。

### CD
いずれも発売元は日本コロムビア。
- スーパービックリマン スーパーフェニックス〜光の世界へ〜（1992年6月21日発売）
  - 主題歌2曲を収録したシングルCD。
- スーパービックリマン 音楽集「テラサピエンス組曲」（1992年7月21日発売）
  - 前半の音楽などを収録したアルバム。2007年3月21日に廉価版の「ANIMEX1200」シリーズとして再発売。
- スーパービックリマン ヒット曲集（1992年11月1日発売）
  - キャラクターソングなどを収録したアルバム。2005年に発売された東映ビックリマンシリーズの楽曲を結集したアルバム「ビックリマン大全集」にも同じ内容の曲が収録されている。

### 書籍
- スーパービックリマン 大百科
- スーパービックリマン2 大百科
- スーパービックリマン VOL.1 伝説の四聖戦士（小説）
  - 小学館からスーパークエスト文庫として発売。発行日は1993年6月20日。著者：窪内裕、イラスト：おちよしひこ。スサノオロ士を主人公に据え、テレビシリーズの物語より過去の「伝説の四戦士」の戦いを描く意図があったと思われるが、VOL.2以降は発売されず未完で終わっている。

### ゲーム
- スーパービックリマン 伝説の石版
  - ゲームボーイソフト。1992年12月11日にアクションゲームとして発売。製作は株式会社ユタカ。横スクロールのアクションゲームであり、ライフゲージと共通の「理力」と呼ばれるパワーアップ用ゲージが設置され、理力が蓄えられると「サイバーアップ」と作品内で呼称される変身機能が解除される。サイバーアップ後、プレイヤーは空を飛べるようになり、その状態で理力を蓄えると必殺技が使える。プレイヤはフェニックスとティキで、3面以降は任意でキャラを変更することが可能。基本的な性能は変わらないが、ティキの方がサイバーアップ後に若干リーチが長くなる[7]。ベイブレードに似たミニゲームも入っている。
- スーパービックリマン
  - スーパーファミコンソフト。1993年1月29日に対戦格闘ゲームとして発売。製作はベック。グラフィック、操作性、SE共に劣悪であり、原作となる番組の放送途中にゲーム化されたため使用キャラもわずか8人と少ない。技の種類も少なく、無敵時間の調整もずさんであり、当時のプレイヤー間では反則的なハメ技が多発した[8]。ハメ技を持たないキャラクターは対戦では使い物にならないなどゲームバランスはお世辞にも良いとは言えない[8]。そのため、ゲームとしての評価は低い[7][8]。
- スーパービックリマン 爆発!超聖理力
  - 電子ゲーム。バンダイから発売。
- スーパービックリマン スーパーバーコードウォーズ専用バトルゲームセット
  - スーパーバーコードウォーズ用のカード。バンダイから発売。

## 漫画
『月刊コロコロコミック』と小学館の学年別学習雑誌に連載された。いずれもテレビシリーズとはストーリーや一部の登場人物が異なる。

### おちよしひこ版
脚本は窪内裕、監修は反後D.が担当。
『別冊コロコロスペシャル』（別コロ）1991年2月28日号にて連載開始。その後『別コロ』とはストーリーが繋がらない形で『月刊コロコロコミック』に1991年11月号から1993年4月号まで、小学四年生にも1991年11月号から1993年3月号まで連載された。本作品の漫画版の中で唯一単行本化された作品である。単行本は全6巻発売され、絶版後の2006年1月に復刊ドットコムから全2巻の形で復刊された。
『別コロ』に連載開始した時点では、原作シールは未だ全国販売されておらず、『コロコロ』での連載においても初代ビックリマンのキャラクターが独自のアレンジで登場している。また、ティキ、アスタラネモ、アスカについては、おちのデザインが「逆輸入」の形でシール化されたものとなっている。〈小学館の学年別学習雑誌〉でのスーパービックリマンの紹介記事では、『別コロ』掲載分を含めたおち版の内容を掲載していたこともあった。作者のおちがロボットアニメやファンタジーゲームのファンであることから、作中にもその影響を受けた要素が盛り込まれている。一例として、おちがデザインした聖ボットヘラクライストは、サンライズの勇者シリーズの一作・『勇者エクスカイザー』の主人公エクスカイザーがイメージモデルであることを、（伏せ字にはしているものの）自身の単行本特設ページにて言及している。同様に魔ボット・ギガダロスについても、量産型の戦闘シーンは同作品のライバルキャラクター・ダイノガイストをイメージしている。
おち版はテレビシリーズ同様にシリアスな内容で、打ち切りのために未完のまま終了した。作者自身も完結させられなかったことを残念がっており、最終巻表紙の折り返し部分に、「これで終わっちゃうんです、ごめんなさい」の文面とともに真っ白に燃え尽きた自画像を描いている。他にも「アンケートの評価は別コロのときから悪かった」「相撲の土俵でサッカーをやっていた（のがよくなかった）」というような文も掲載されている。
後に発表されたオンライン小説『ビックリマン2000 集中豪無編』では、ティキ（テレビシリーズのティキであるイエツィラーティキとは別人）とシルヴァ・マリアが登場している。

### 樫本学ヴ版
おち版の連載と同時期に、樫本学ヴによる連載も始まった。こちらは『小学二年生』に1991年11月号から、学年をまたいで『小学三年生』の1993年（1992年度）3月号まで連載された。これとは別に、『小学一年生』にも1992年（1991年度）2月号から、学年をまたいで『小学二年生』の1993年（1992年度）3月号まで連載された。
当初はおち版と同様にハードでシリアスな内容が志向され、特に1991年『小学二年生』の連載はストーリー自体が「テラサピエンスでサラジンと対決」、「ブーメランを武器にするマリア」、「ゼウスに化けたデビルが聖樹王国に潜入」など、おち版と同様の内容だったが、どちらの連載もテレビシリーズの放送が開始した頃の1992年6月号（5月1日前後発売）から、テレビシリーズのストーリーに合わせて石版を探す物語に移行した。同時に、シリアスな内容を通したおち版やテレビシリーズとは対照的に、樫本版はギャグを基調とするコミカルな内容へと路線変更し、サイバーアップした姿や戦闘シーンの描写もそれに伴って極端に少なくなった。
樫本版では、フェニックス、ティキ、サタンマリアの3人が主人公で、アスカに当たる人物が登場しない。またザイクロイド・アノドと超聖神の関係も描かれておらず、最後は復活したザイクロイド・アノド（作中末期では大悪魔アノドと呼ばれている）を倒して、ギャグテイストではあるものの一応のハッピーエンドとなっている。

### 沢田ユキオ版
1992年度の『小学一年生』は、当初はスーパービックリマンの紹介記事が掲載されていただけだったが、1992年9月号から沢田ユキオによる漫画が連載された。上記の2作品とは異なり、沢田版はテレビシリーズの放送開始後に連載が始まったため、おおまかな内容もテレビシリーズのそれに準じている一方、2ページのみの連載である都合上かなり短くまとめられている。連載は1993年1月号で終了しており、最終回の内容は、リトルミノスがデビルから石版を奪ったが、イザナ・アスカがそのミノスを倒して石版を奪い返したというものである。そのため、ザイクロイド・アノドは復活していない。

## 新決戦 スーパービックリマンチョコ
『新ビックリマン』放送終了後の1991年より展開が開始された、1個50円のシール付きウェハース。従前までの『悪魔VS天使シール』の外伝的な位置づけで、同シリーズと並行して1990年末にまず四国で先行販売され、翌年3月に販売地域を九州、中国に拡大、最終的に全国で販売されるようになった。
バイオ悪魔対メカ天使の対立を描き、悪魔や天使がそれぞれ機械的あるいは生態的に強化されている。体温によって絵柄が変る温感シールや二重構造になっているダブルシールなど、従来のシリーズと比べるとギミックに富んだ仕様となっている。後述の通り独自のストーリー展開が始動したのは四弾からで、それ以前の弾では裏書に明確なストーリーが書かれておらず、旧作のリデザインという趣が強かった。全10弾がリリースされたものの、セールスが振るわずストーリー未完のまま展開を終了。テレビシリーズの方も、原作シールの打ち切りに伴い予定よりも早期終了とされ、その結末も独自の解釈で描かれており、『ビックリマン2000』以外での関連性を明確にしていない。

### 主な内容
- 一弾 - スーパーゼウスやスーパーデビルなど御馴染みの面子が揃う。主人公が「聖フェニックス」として初登場する。
- 二弾 - 若神子たちがサイバーアップした姿を見せる（一本釣帝とピーター神子を除く）。
- 三弾 - ヘッドにヘラクライストが登場。テレビシリーズと比べると参戦時期が早い。この弾までは明確なストーリーが記されていない。
- 四弾 - メカタートルが登場し、フェニックスが大聖へとパワーアップするなど、スーパービックリマン独自のストーリー展開が始まる。天使たちは既に壊滅的状況に陥っている。
- 五弾 - ヘリレオンなどの実装で悪魔軍の軍備が増強。4幹部も出揃い天使に猛攻している。
- 六弾 - リトルミノスやクレインバスターが登場。前弾に続き悪魔軍が活躍する。
- 七弾 - 天使たちの危機にティキたち海の帝国勢が助っ人に。石版が登場。3回目の登場となるフェニックスはサイバーアップ版で登場。
- 八弾 - ヘッドには聖魔子が揃い、またテレビシリーズ放送開始後に販売された弾であることから、アスカやアムルがテレビシリーズから逆輸入される。物語は石版集めへ移行。
- 九弾 - 聖魔子のインナーキャラクターが登場する。石版集めが終了。
- 十弾 - ブラックナイトらが参戦。決戦を前にしてシールは打ち切りとなった。

## 参考資料
- DVD-BOX特典 モーゼットの石版（解説書）
- 漫画 スーパービックリマン（著：おちよしひこ）